# Robert Moog

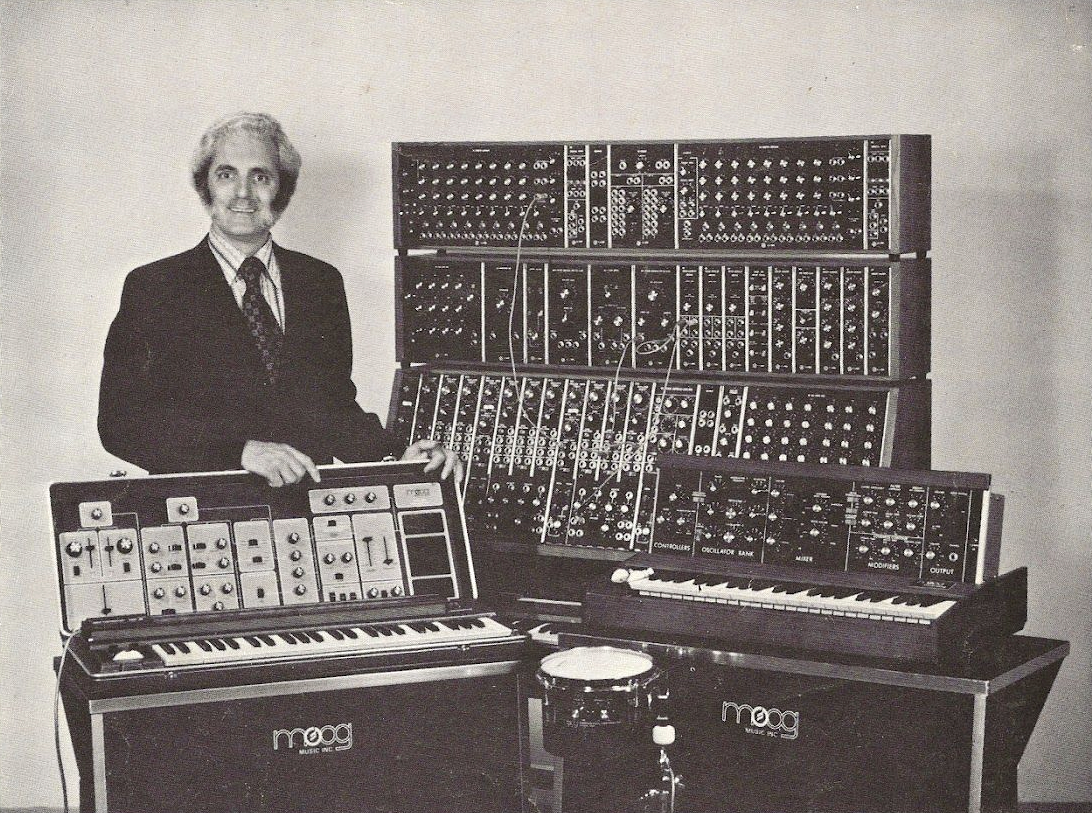
Robert Moog mit einigen seiner Synthesizer in den frühen 1970er Jahren

Robert Arthur „Bob“ Moog (Robert Moog wird englisch ausgesprochen [ˈɹɑːbɚt moʊg]; * 23. Mai 1934 in New York City; † 21. August 2005 in Asheville, North Carolina) war ein US-amerikanischer Elektrotechniker und Erfinder. Er war ein Pionier der elektronischen Musik und der Erfinder des Moog-Synthesizers, eines der ersten weitverbreiteten elektronischen Musikinstrumente.

## Leben
Robert Moog studierte Physik am Queens College in New York City, das er mit einem Bachelor-Abschluss verließ. In den 1960er Jahren baute er für den Komponisten Max Brand den ersten Synthesizer Moogtonium. 1963 promovierte er an der Cornell University (Ithaca, New York) in Elektrotechnik.
1977 trat Moog aus seiner Firma Moog Music aus; von 1989 bis 1992 gab er Unterricht in Musiktechnologie an der University of North Carolina in Asheville.
Moog hatte 1984 den Vorsitz bei der Fachjury Großer Preis der Ars Electronica (Linz/Österreich für zukunftsweisende Neuentwicklungen im Bereich der elektronischen Klangerzeugung).
Im April 2005 wurde bei Robert Moog ein Glioblastom diagnostiziert. An diesem unheilbaren Hirntumor verstarb er vier Monate später im Alter von 71 Jahren. Sein Werk wird von der nach seinem Tod von seinem Sohn gegründeten Bob Moog Foundation weitergeführt.

## Theremin

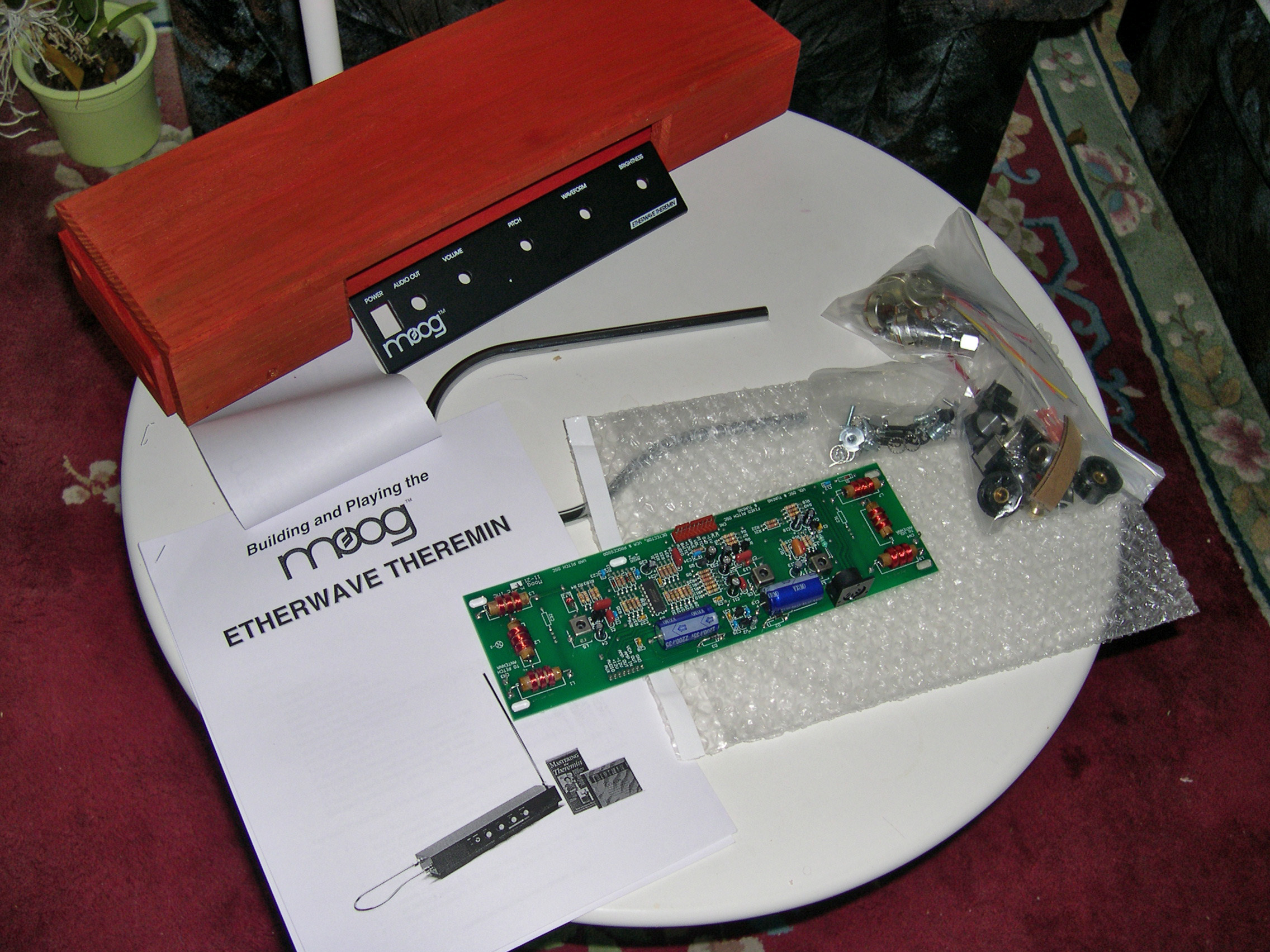
Robert Moogs Thereminbausatz während des Aufbaus

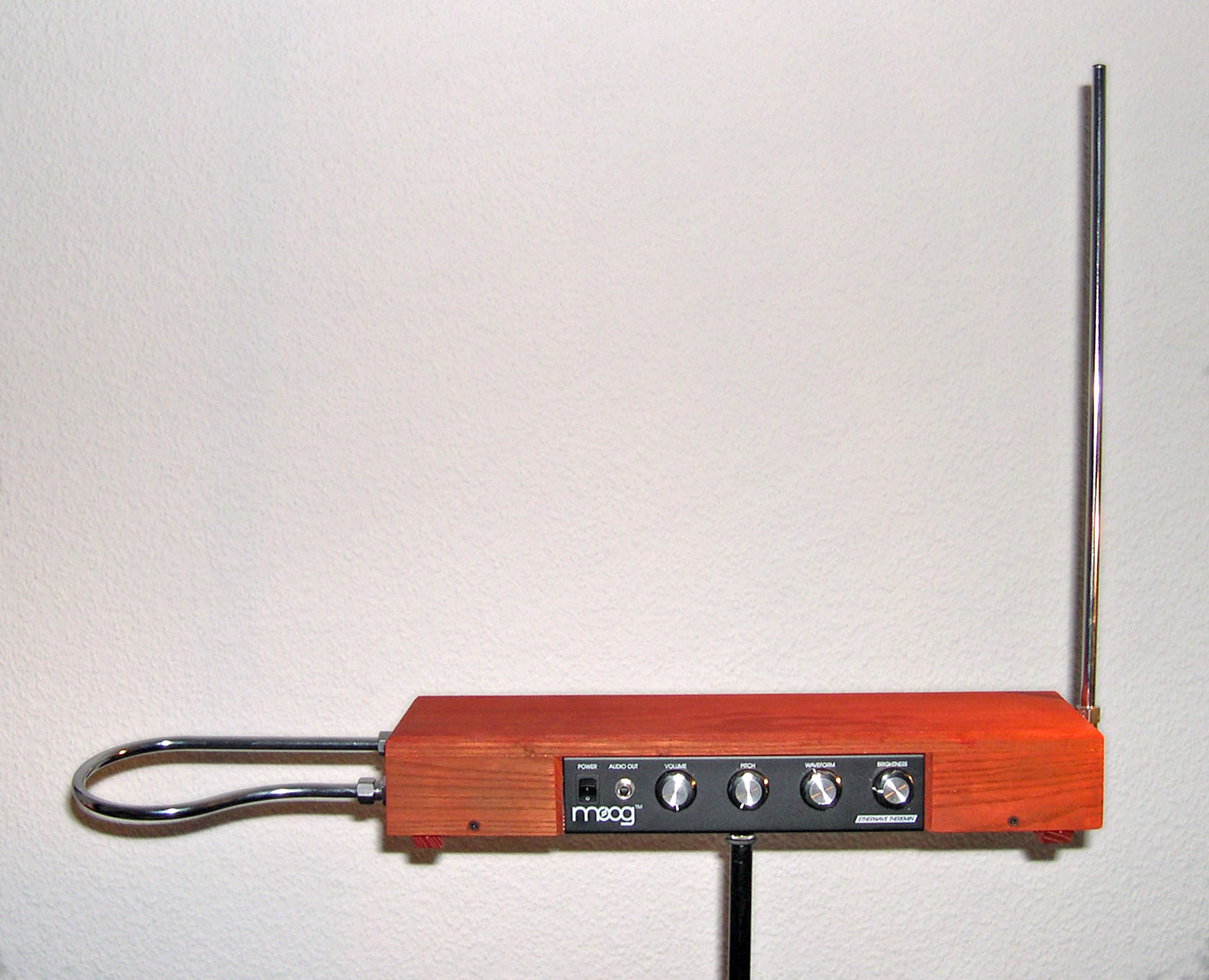
Etherwave-Theremin, gebaut aus einem Bausatz

Vor der Entwicklung des Synthesizers stand ein anderes elektronisches Musikinstrument, das Theremin, das durch seine ungewöhnliche, berührungslose Bedienung auch heute noch großes Interesse findet. Neben dessen Erfinder Lew Sergejewitsch Termen (den Moog erst 1989 in Paris kennenlernte) war auch Moog für dessen Weiterentwicklung von Bedeutung.
Schon 1949 entdeckte er es für sich und baute sich sein eigenes Theremin. Nachdem er für das Journal Electronics World darüber einen Artikel geschrieben hatte und auch Bausätze angeboten hatte, die sehr erfolgreich waren, begann er 1954 zusammen mit seinem Vater unter dem Namen R.A. Moog Co. im Keller des Elternhauses in Flushing bei New York mit dem Bau von Thereminen. In den 1960er Jahren gab er mit großem Erfolg einen Bausatz zum Nachbau eines Transistor-Theremins heraus. Sein persönlicher Höhepunkt war aber, als er das Theremin von Clara Rockmore – einer der beiden besten Künstlerinnen auf dem Instrument – Ende der 1980er reparieren durfte. Noch heute ist Moog Music Inc. der führende Anbieter für hochwertige Theremine.
Moogs Theremine wurden jahrelang für die musikalische Untermalung von Science-Fiction-Filmen und Serien verwendet, Mars Attacks! und Babylon 5 sind nur zwei Beispiele.

## Synthesizer

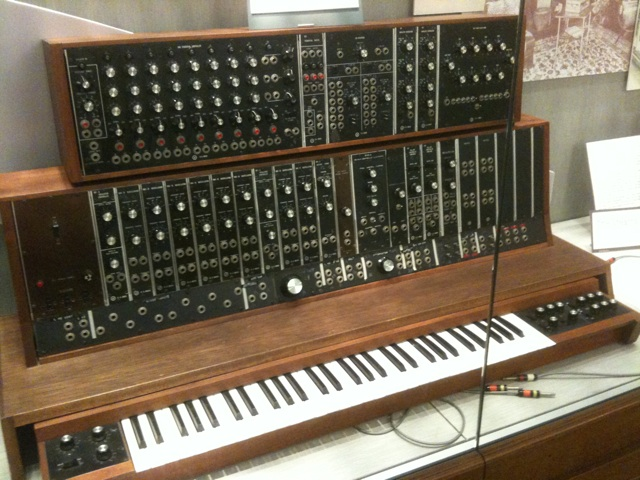
Erster Moog-Synthesizer, 1964

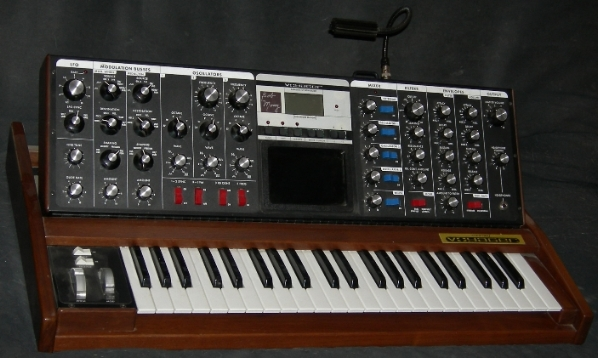
Ein Minimoog Voyager

Die ersten Entwicklungen von Bauteilen für den späteren Synthesizer machte Moog am Columbia-Princeton Electronic Music Center, heute das Computer Music Center. Diese waren zum Beispiel der spannungsgesteuerte Oszillator (VCO) und der ADSR-Hüllkurvengenerator.
Die ersten Synthesizer in den 1950er und Anfang der 1960er waren entweder schlecht zu bedienen – zum Beispiel mit Lochkarten beim RCA Mark II, der im Columbia-Princeton Electronic Music Center stand – oder von enormer Größe. Entscheidend war sicher auch, dass Moog Student von Peter Mauzey war, einem der Entwickler des Mark II. Moog stellte seinen ersten, mit Herb Deutsch entwickelten Synthesizer 1964 auf einem Kongress der Audio Engineering Society vor. Er war durch seine kompakte Größe anfangs nur eine Kuriosität, weil die Konfiguration noch Stunden dauerte, aber dies war bis 1968 behoben. In dieser Zeit baute Moog mit Fred Cochran für das Heimstudio des Komponisten Max Brand den Synthesizer Moogtonium. Dieser älteste noch funktionsfähige Synthesizer ist heute im Max-Brand-Archiv aufgestellt. In diesen Jahren beschäftigte Moog auch den Musiker Walter Carlos, der 1968 mit dem Album Switched-On Bach drei Grammys gewann und damit eine musikalische Revolution auslöste.
Der Moog-Synthesizer war nicht nur deshalb der am weitesten verbreitete, Moog lieferte als einziger Hersteller auch ein Keyboard als Eingabegerät, hier definierte er die Standards. Während die ersten Moogs noch modular aufgebaut waren, also bestimmte Teile des Synthesizers mit anderen austauschbar waren, kam 1971 der Minimoog Model D auf den Markt, der alle Funktionen in einem kompakten Gehäuse vereinigte. Das Instrument hatte 44 Tasten, drei Oszillatoren mit sechs wählbaren Wellenformen, einen Oszillator-Mixer und Regler für Höhenlagen und Modulation. Der dritte Oszillator konnte auch als LFO (Low Frequency Oszillator) verwendet werden. Der Minimoog wurde der beliebteste monophone Synthesizer der 1970er Jahre, mehr als 13.000 wurden bis 1982 verkauft und seit 2001 wurden als Minimoog Voyager einige Sondereditionen auf den Markt gebracht.
Unter Moog brachte die Firma 1975 noch den weitverbreiteten und sehr populären Taurus auf den Markt. Seine Pedale ähnelten denen einer Orgel und verursachten synthetische Bass-Klänge.
1977 verließ Robert Moog die Firma Moog Music. Das Unternehmen produzierte bis zur Insolvenz 1986 weiter Keyboards.

## Big Briar Productions
Moog zog 1978 nach North Carolina, wo er Big Briar Productions gründete, die Effektmodule und Bedienelemente für elektronische Instrumente entwickelte und baute. 1982 wurde auf der „International Computer Music Conference“ ein berührungsempfindliches Keyboard vorgestellt. Neben dem Druck auf die Tasten erkannte das Keyboard auch die horizontale Position der spielenden Finger und bot somit neue Möglichkeiten. Anders als die ersten Synthesizer hatten die Entwicklungen von Big Briar aber nicht so große Wirkung auf die Musik, dafür aber waren sie kreativer und visionärer.
Anfang der 1990er Jahre erfuhr ausgerechnet Moogs erstes Produkt, das Theremin, eine Renaissance. Moog entwarf hierauf die Series 91, und seine Firma Big Briar produzierte sie die nächsten fünf Jahre. Ab 1998 entwarf er eine Serie analoger Effekt-Module namens Moogerfoogers.
2002 erhielt Moog die Rechte an den Marken Minimoog und Moog Music zurück. Im gleichen Jahr erschien der Moog Minimoog Voyager, der mit MIDI-Unterstützung eine neue Ära einläutete.
Im Jahre 2003 arbeitete Moog zusammen mit Arturia am ModularV und MiniMoogV.

## Verwendung
Für den Hit Good Vibrations spielte Mike Love Live ein Instrument, das mit dem Widerstandsband Moog Ribbon Controller arbeitete.
Nach Einführung des Minimoogs 1970 verbreitete sich der Sound of the Moog in allen denkbaren Musikrichtungen von  Rock bis Rhythm & Blues, von Jazz bis zur Klassik. Unter den ersten Rockmusikern, die den Moog als tragbares Instrument einsetzten, war Keith Emerson auf den Veröffentlichungen Lucky Man, Tarkus, Trilogy und Brain Salad Surgery  der Supergroup Emerson, Lake and Palmer.
Die Liste der mit Moog Sound klingenden Hits ist lang – unter anderem verwendeten Frank Zappa, Stevie Wonder, Jean Michel Jarre, Chick Corea und Kraftwerk sowie gelegentlich auch die Bands The Beatles, The Rolling Stones und Grateful Dead Moog-Synthesizer. Weltberühmt ist auch Shine On You Crazy Diamond von Pink Floyd, die 1975 den Minimoog einsetzten, um den Klang einer Trompete zu imitieren. Der Taurus hingegen war berühmt für seinen „fetten“ Bass und wurde von Genesis, Rush, U2, The Police und vielen anderen eingesetzt.
Moog stellte Standards für die Steuerung analoger Synthesizer auf. So entwarf er eine logarithmische Steuerung für die Tonhöhe mit 1V/Oktave und einem separaten Impulssteuersignal. Auch an dem Aufbau des Minimoogs orientierten sich viele Synthesizer-Hersteller.
Nachdem analoge Synthesizer weitgehend von digitalen verdrängt worden waren, erlebten sie in den 2000er Jahren eine Renaissance. Moog Music stellt derzeit neben diversen Effektgeräten die Nachfolger des Minimoogs, den Minimoog Voyager (in verschiedenen Ausführungen) und den „Little Phatty“, sowie Theremine und ein MIDI-Interface für Klaviere her. Das neueste Produkt ist die „Moog Guitar“, die 2008 auf der Musikmesse NAMM vorgestellt wurde.

## Auszeichnungen
Für sein Lebenswerk wurde er schon 1970 mit dem Grammy Trustees Award ausgezeichnet, der für Leistungen in der Musik, ausgenommen musikalisches Schaffen, gedacht ist.
1991 wurde er mit dem SEAMUS Lifetime Achievement Award ausgezeichnet. 2001 erhielt Moog den inoffiziellen „Nobelpreis für Musik“, den Polar Music Prize, 2002 den Individual Technical Grammy.

## Zitat
„Alles, was Töne von sich gibt und mit Schaltern verändert werden kann, ist ein Synthesizer. Ein Instrument, das du einschaltest und spielst, wie das Theremin, ist kein Synthesizer. Aber wenn du dies und das einstellen kannst, hier ein Patchkabel legen kannst, dort ein anderes, und damit den Klang in seiner Qualität in neue Bereiche führst, dann hast du einen Synthesizer. Und da gab es viele Geräte vor meinem.“